# 나온소프트
나온소프트(NAONSOFT)는 2004년 4월 설립된 대한민국의 그룹웨어, 포탈 등 기업용 솔루션 전문회사이다. 서울특별시 강남구 도곡동에 위치하고 있다.
나온이라는 회사명의 "나온"은 순우리 옛말로 "즐거운, 새로운" 이란 뜻으로 창의적이고 도전적인 기업정신을 표명하고 있다.

## 기업정보
나온소프트는 2004년부터 그룹웨어 구축 사업에만 집중해왔습니다.
1. 주요 제품
: 나온소프트의 주요 제품군은 그룹웨어, 포탈, 모바일그룹웨어, 메신저, 모바일메신저입니다.
2. 제품의 주요 기능
: 나온그룹웨어의 주요 기능은
▶ 원하는 콘텐츠를 포틀릿에 자유롭게 커스텀 핏 구성 가능한 ‘포탈’ 
▶ 후결, 전단계 반려, 결재자 수정 등 다양한 결재 옵션을 제공하는 ‘전자결재’
▶ 신청, 처리 등 업무 시스템 워크플로우 생성 툴 ‘스마트워크’
▶ 진척률 관리용 간트차트, 분석 리포트 등 제공하는 ‘프로젝트’ 
▶ 협업 기능 통합 UI의 팀 스페이스 ‘스페이스’
이 외에 일정관리/ 전자우편/ 업무보고/ 사내쪽지/ 자원예약/ 조직관리/ 주소록/ 게시판/ 설문관리/ 파일관리/ 문서관리/ 위키/ 태스크보드 /메모 기능이 있습니다.
3. 기업의 특징
: 나온소프트는 아래와 같은 특징을 갖고 있습니다.
▶ 2004년부터 축적된 최적의 프로세스로 신속하고 안정적인 커스터마이징 보장
▶ 선제 대응 모니터링 시스템 & 실시간 피드백으로 프리미엄 유지보수 지원
▶ Google, MS제품군 등 다양한 시스템과 연동 구축 경험 보유
▶ 워크플로우 업무 생성툴,  간트차트 기반 진척률 관리 등 다양한 협업툴 제공
▶ 노코딩 설계가 가능한 커스텀 도구 제공으로 고객사 그룹웨어의 개인화 지원 및 변화관리 비용절감 효과 제공